# Berättelsen om Lianne
Berättelsen om Lianne är en fantasybokserie för barn och ungdomar av författaren och förläggaren Hanna Höglund. Bokserien består av fyra böcker där den fjärde boken är uppdelad i två volymer.

## Handling
I böckerna får man följa Lianne under olika perioder i hennes liv från 12 till 32 års ålder. Berättelsen börjar med att Lianne introduceras till Den Goda Cirkeln, en parallell värld till människornas värld på Tellus, bebodd av häxor och häxmän. I den goda cirkeln råder Serenas magiska ljus som styrs av Jättemaran, den mäktigaste häxan av alla. Återkommande i varje bok är kontrasten och kampen mellan ljusets och mörkrets magi, det vill säga magin som används av häxfolket i respektive utanför Den Goda Cirkeln.

## Böcker

### Ljus som varit dolt
Första boken i serien. Gavs ut 6 september 2014.
Lianne är 12 år och förbereder sig för flytt med sin mamma till Advel i Den Goda Cirkeln, en undangömd värld där häxor och häxmän bor. I Den Goda Cirkeln råder Serenas magiska ljus som styrs av den mäktiga häxan Jättemaran.
Lianne börjar på Adveliska, i en skola där hennes klasskamrater har utövat magi sedan de föddes. Samtidigt som hon trivs bra i Den Goda Cirkeln känner hon sig också utanför. Hon får inte vara med på magilektionerna som sina klasskamrater. Hon får snabbt vänner i Jonna, Rasim, Shomin, Madlinna och Iam. Dessa vänner följer med henne hela bokserien.
En dag hittar Lianne en mystisk lapp i ett torn. Kompisgänget börjar undersöka lappen och dess mysterium. Lianne upptäcker både sin pappa och sina krafter längs vägen.

### I levande mörker
Andra boken i serien. Gavs ut 11 april 2015.
Ett och ett halvt år har gått sedan första boken och Lianne är nästan 15 år. Hon är på väg att bli myndig och har svårt att veta vad hon vill. Hennes tid på Adveliska är slut och hon behöver välja vad hon ska göra sedan. Det blir krig. En mörk tid följer och Lianne tar tuffa beslut för att pröva sig själv och vad hon står för. Vänskap och kärlek är starka teman och flätas samman med frågor om vem som egentligen är ond och god.

### Allt som vi lovat
Tredje boken i serien. Gavs ut 21 september 2016.
Lianne ska gifta sig. Med det följer ett nytt liv, hårdträning i magi och ett åtagande som kräver allt. Hennes krafter är mäktiga med förmågor utöver resten av häxfolkets i Den Goda Cirkeln. Lianne gör uppoffringar för det hon tycker är rätt och står upp för sådant som ingen annan hade vågat stå upp för. Ännu en gång hotar krig och hon gör sitt yttersta för att knyta band mellan världar, skydda Den Goda Cirkeln, sin familj och sina vänner.

### Vid trappornas slut, volym 1
Första delen av fjärde boken i serien. Gavs ut 27 september 2018.
Det har gått många år sedan förra boken. Lianne är nu i 30-årsåldern och Jättemara. Hon, Iam och deras tre barn lever på slottet på Kändo. Lianne funderar mycket på Bastian och hur häxfolket på Malmundo har det. En dag vågar hon ta kontakt och får reda på att häxfolket Malmundo numera har folkstyre. Allting verkar lugnt tills den folkvaldes son försvinner på Malmundo. En grupp från Den Goda Cirkeln reser över Jackfälten för att hjälpa till i letandet. Samtidigt har rebeller, hängivna Fursten, bestämt sig för att det är dags att verkställa sina planer med att störta den nya maktordningen.

### Vid trappornas slut, volym 2
Andra volymen av fjärde boken i serien och sista i serien. Gavs ut 2020. 
Den Goda Cirkeln förbereder sig för Jonnadagen. I Portalen står någon som aldrig varit där förut och på takterrassen till Kändo Slott väntar man som vanligt på solnedgången. Sommarens oro har lagt sig och folket vill fira ljusets segrar.
Aldrig har lugnet varit så förrädiskt. Vid trappornas slut tar sin början i vackra vardagsskildringar, men under ytan lurar faror än. Metoderna svartnar och snaran dras åt. Någon behöver Liannes hjälp, men kommer hon lyckas denna gång? Den avslutande delen i Berättelsen om Lianne är den mörkaste och ohyggligaste av dem alla.

## Översättningar
Den första boken är översatt till engelska under titeln The light that was hidden och släpptes som e-bok hösten 2017.